# Liste von Bibliotheken und Archiven in und um Bremen
Liste von Bibliotheken, Büchereien, Mediatheken und Archiven im Bundesland Freie Hansestadt Bremen und seiner Region.
Diese Einrichtungen sind teilweise angeschlossen an Museen in Bremen und Bremerhaven, an Forschungs- und Bildungseinrichtungen oder Vereine. Viele haben feste Öffnungszeiten und stehen einem breiten Publikum zur Verfügung, einige können nur nach Voranmeldung genutzt werden, andere stehen vorwiegend speziellen Gruppen von Nutzerinnen und Nutzern zur Verfügung. Informationen im Internet zu Nutzungsbedingungen, Standorten, Öffnungszeiten und Online-Katalogen können über die Fußnoten an den einzelnen Einträgen der Einrichtungen angeklickt werden und finden sich unten auf der Seite.
Selbst einige der kleinsten Einrichtungen bieten heute Online-Suchkataloge an. Die Suche in manchen Archiven kann sich problematischer gestalten wegen der Schwierigkeit der Archive, gesammeltes, teils einmaliges Material, dessen Inhalt und Bedeutung mitunter schwer einzuschätzen sind, zu systematisieren und unter Stichworte zu fassen.

## Bremen (Stadt)
Bibliotheken
- Staats- und Universitätsbibliothek Bremen (SuUB)[Web-Info 1.1- 1]

Zentralbibliothek mit Bereichsbibliotheken (Dezentrale Standorte):
- Bereichsbibliothek Wirtschaftswissenschaft
- Bereichsbibliothek Physik / Elektrotechnik (NW1)
- Bereichsbibliothek Mathematik
- Juridicum und Europäisches Dokumentationszentrum

Teilbibliotheken im Stadtgebiet:
- Teilbibliothek für Technik und Sozialwesen
- Teilbibliothek für Wirtschaft und Nautik
- Teilbibliothek für Kunst
- Teilbibliothek für Musik

Stadtbibliothek Bremen
Standorte und Einrichtungen:
- Zentralbibliothek
- Huchting
- Lesum
- Osterholz
- Vahr
- Vegesack[1]
- West
- Busbibliothek
- Klinikum Bremen-Ost (kombinierte Patienten- und Medizinische Fachbibliothek)
- Justizvollzugsanstalt (Einrichtung für die Inhaftierten)
- Stadtbibliothek Blumenthal, Mühlenstraße 70[2]
- Bibliothek des Übersee-Museums:[Web-Info 1.1- 3]  Standort im CinemaxX-Gebäude
- Bibliothek der Kunsthalle Bremen:[Web-Info 1.1- 4]
- Bibliothek des Staatsarchivs Bremen[Web-Info 1.1- 5]
- Jacobs University Library in the Information Resource Center (IRC) – Bibliothek der Jacobs University Bremen:[Web-Info 1.1- 6]  vorwiegend englischsprachige Bestände
- Bibliothek des Focke-Museums – Bremer Landesmuseum für Kunst und Kulturgeschichte[Web-Info 1.1- 7]
- ISL Informationszentrum/Bibliothek – Institut für Seeverkehrswirtschaft und Logistik[Web-Info 1.1- 8]
- Landeskirchliche Bibliothek der Bremischen Evangelischen Kirche (BEK)[Web-Info 1.1- 9]
- Religionspädagogische Arbeitsstelle (RPA) / Evangelische Medienzentrale (EMZ) der BEK[Web-Info 1.1- 10]
- Bibliothek des LIS – Landesinstitut für Schule:[Web-Info 1.1- 11]  vorwiegend für Aus- und Fortbildung von Lehrern
- Bibliothek der Forschungsstelle Osteuropa[Web-Info 1.1- 12]
- Bibliothek des BIZ – Bremer Informationszentrum für Menschenrechte und Entwicklung[Web-Info 1.1- 13]
- Krimibibliothek Bremen:[Web-Info 1.1- 14]  Präsenzbibliothek im 2. Obergeschoss der Zentralbibliothek der Stadtbibliothek Bremen
- Bibliothek der Handelskammer Bremen:[Web-Info 1.1- 15] die älteste noch existierende Bibliothek in Bremen
- Bibliothek der Sektion Bremen des Deutschen Alpenvereins:[Web-Info 1.1- 16]

Archive
- Arbeitskreis Bremer Archive; er bietet eine Übersicht über zahlreiche Bremer Archive.[Web-Info 1.2- 1]
- Staatsarchiv Bremen[Web-Info 1.2- 2]
- Archiv der Bremischen Bürgerschaft[Web-Info 1.2- 3]
- Universitätsarchiv der Universität Bremen in GW 1
- Mikrofilmsammlung und Standortkatalog der deutschsprachigen Presse:[Web-Info 1.2- 4]  Einrichtung innerhalb der SuUB-Zentrale
- Landeskirchliches Archiv der Bremischen Evangelischen Kirche (BEK)[Web-Info 1.2- 5]
- Archiv von Die MAUS – Gesellschaft für Familienforschung e. V. Bremen[Web-Info 1.2- 6]
- Bremer Schnoor-Archiv[Web-Info 1.2- 7]
- Archiv des Deutschen Tanzfilminstituts Bremen:[Web-Info 1.2- 8]  Sammlung von audio–visuellen Tanzdokumenten
- Historisches Archiv der Forschungsstelle Osteuropa[Web-Info 1.2- 9]
- Landesinstitut für Schule – Archive des Zentrums für Medien[Web-Info 1.2- 10]
- Neues Museum Weserburg – Archiv des Studienzentrums für Künstlerpublikationen[Web-Info 1.2- 11]
- Frauenarchiv und Dokumentationszentrum von Belladonna – Kultur-, Kommunikations- und Bildungszentrum für Frauen[Web-Info 1.2- 12]
- Archiv der Stiftung Frauen-Literatur-Forschung[Web-Info 1.2- 13]
- Feministisches Archiv des Autonomen Feministischen Referats des AStA der Universität Bremen[Web-Info 1.2- 14]
- Archiv der Handelskammer Bremen[Web-Info 1.2- 15]
- Weser-Kurier – Digitales Zeitungsarchiv

Archive ohne feste Öffnungszeiten:
- Landesfilmarchiv Bremen[Web-Info 1.2- 16]
- Strafvollzugsarchiv an der Universität Bremen[Web-Info 1.2- 17]
- Archiv der sozialen Bewegung, Bremen, St.-Pauli-Straße 10/12
- Archiv der Internationalen Friedensschule Bremen[3]

## Umgebung Bremen (Stadt)
Bibliotheken
- Stadtbücherei Delmenhorst[Web-Info 2.1- 1]
- Kreis- und Stadtbibliothek Osterholz-Scharmbeck[Web-Info 2.1- 2]
- weitere Bibliotheken im Landkreis Osterholz

Standorte:
- - Bibliothek Grasberg
  - Bibliothek Hambergen
  - Bibliothek Lilienthal
  - Mediothek Integrierte Gesamtschule Osterholz-Scharmbeck
  - Gemeindebücherei Neuenkirchen, Landstraße 80
  - Gemeindebücherei Schwanewede, Ostlandstraße 34

- Bibliotheken im Landkreis Diepholz

Standorte:
- Bücherei Barrien
- Bibliothek Brinkum
- Bücherei in der Grundschule Kirchweyhe
- Öffentliche & Schulbücherei Kirchweyhe
- Öffentliche & Schulbücherei Leeste
- Bücherei Martfeld
- Bibliothek Stuhr – Moordeich
- Bücherei der Ev.-luth. Kirchengemeinde Stuhr[Web-Info 2.1- 4]
- Bücherei in der Grundschule Sudweyhe
- Stadtbibliothek Syke
- Stadtbücherei Twistringen

- Stadtbibliothek Verden[Web-Info 2.1- 5]
- Hippologische Bibliothek des Deutschen Pferdemuseums, Verden[Web-Info 2.1- 6]
- Stadtbibliothek Achim[Web-Info 2.1- 7], dezentrale Standorte:
  - Ortsteilbücherei Baden
  - Ortsteilbücherei Bierden
  - Ortsteilbücherei Uesen
  - Ortsteilbücherei Uphusen

Archive
- Stadtarchiv Delmenhorst[Web-Info 2.2- 1]
- Stadtarchiv Verden
- Kreisarchiv Verden[Web-Info 2.2- 2]

- Stadtarchiv Bassum
- Archiv der Samtgemeinde Bruchhausen-Vilsen[4]
- Gemeindearchiv Stuhr[5]
- Stadtarchiv Syke
- Stadtarchiv Twistringen
- Gemeindearchiv Weyhe

Siehe auch Liste der kommunalen Archive im Landkreis Diepholz

## Bremerhaven
Bibliotheken
- Teilbibliothek Bremerhaven der Staats- und Universitätsbibliothek Bremen[Web-Info 3.1- 1]

- Stadtbibliothek Bremerhaven

Standorte:
- Zentralbibliothek
- Stadtteilbibliothek Leherheide

- Bibliothek des Deutschen Schifffahrtsmuseums[Web-Info 3.1- 2]

- Bibliothek des Alfred-Wegener-Instituts für Meeres- und Polarforschung (AWI):[Web-Info 3.1- 3]  Vorwiegend für institutsinterne Nutzung

Archive
- Stadtarchiv Bremerhaven mit einem Bildservice, Stadthaus 5, Hinrich-Schmalfeldt-Straße
- Archiv der Nordsee-Zeitung, Hafenstraße 140
- Deutsches Auswandererhaus, Online-Datenbanken
- Industrie- und Handelskammer Bremerhaven – Archiv
- Archiv für deutsche Polarforschung

Archiv ohne feste Öffnungszeiten:
- Archiv – Deutsches Schifffahrtsmuseum[Web-Info 3.2- 1]

## Umgebung Bremerhaven
Bibliotheken
- Stadtbücherei Nordenham[Web-Info 4.1- 1]
- Bibliotheken im Landkreis Cuxhaven

Standorte und Einrichtungen:
- Gemeindebücherei Bad Bederkesa
- Gemeindebücherei Beverstedt
- Gemeindebücherei Bexhövede
- Samtgemeindebücherei Börde Lamstedt
- Samtgemeinde- und Schulbücherei Cadenberge
- Stadtbibliothek Cuxhaven
- Fahrbücherei des Landkreises Cuxhaven[Web-Info 4.1- 3]
- Gemeindebücherei Hagen
- Stadtbücherei Langen
- Gemeindebücherei Loxstedt
- Gemeindebücherei Nordholz
- Bibliothek Otterndorf
- Ortsteilbücherei Stotel

- Bibliothek des Archivs des Landkreises Cuxhaven[Web-Info 4.1- 4]

Archive
- Archiv des Landkreises Cuxhaven[Web-Info 4.2- 1]
- Stadtarchiv Cuxhaven

## Digitale und virtuelle Bibliotheken
- E-LIB Bremen (Elektronische Bibliothek der Staats- und Universitätsbibliothek Bremen)

## Webseiten: Bremen (Stadt)
Bibliotheken
1. ↑  Staats- und Universitätsbibliothek (SuUB)
2. ↑   Dezentrale Standorte der SuUB: Standortinformationen und Öffnungszeiten
3. ↑   Bibliothek des Überseemuseums
4. ↑  Bibliothek der Kunsthalle Bremen: Standortinformationen, Öffnungszeiten, Link zum Online-Katalog
5. ↑  Bibliothek des Staatsarchivs Bremen: Standortinformationenund Öffnungszeiten (EDV-Suche zurzeit noch nicht Online) (Memento des Originals vom 9. Dezember 2012 im Internet Archive)  Info: Der Archivlink wurde automatisch eingesetzt und noch nicht geprüft. Bitte prüfe Original- und Archivlink gemäß Anleitung und entferne dann diesen Hinweis.
6. ↑   Jacobs University Library in the Information Resource Center (IRC)
7. ↑  Bibliothek des Focke-Museums
8. ↑  ISL Informationszentrum/Bibliothek
9. ↑  Landeskirchliche Bibliothek Bremen der BEK: Standortinformationen, Öffnungszeiten und Online-Katalog (Memento des Originals vom 14. Dezember 2010 im Internet Archive)  Info: Der Archivlink wurde automatisch eingesetzt und noch nicht geprüft. Bitte prüfe Original- und Archivlink gemäß Anleitung und entferne dann diesen Hinweis.
10. ↑  Religionspädagogische Arbeitsstelle (RPA) / Evangelische Medienzentrale (EMZ) der Bremischen Evangelischen Kirche: Informationen (Memento des Originals vom 5. Februar 2011 im Internet Archive)  Info: Der Archivlink wurde automatisch eingesetzt und noch nicht geprüft. Bitte prüfe Original- und Archivlink gemäß Anleitung und entferne dann diesen Hinweis.
11. ↑  Bibliothek des Landesinstituts für Schule (LIS): Standortinformationen, Öffnungszeiten und Online-Katalog
12. ↑  Bibliothek der Forschungsstelle Osteuropa: Standortinformationen, Öffnungszeiten und Online-Katalog
13. ↑  Bibliothek des Bremer Informationszentrums für Menschenrechte und Entwicklung (BIZ) (Memento des Originals vom 14. Dezember 2019 im Internet Archive)  Info: Der Archivlink wurde automatisch eingesetzt und noch nicht geprüft. Bitte prüfe Original- und Archivlink gemäß Anleitung und entferne dann diesen Hinweis.
14. ↑  Krimibibliothek in der Stadtbibliothek Bremen: Standortinformationen, Öffnungszeiten und Online-Katalog identisch mit Zentralbibliothek der Stadtbibliothek
15. ↑  Bibliothek der Handelskammer Bremen: Standortinformationen, Öffnungszeiten und Online-Katalog (Memento des Originals vom 28. Oktober 2011 im Internet Archive)  Info: Der Archivlink wurde automatisch eingesetzt und noch nicht geprüft. Bitte prüfe Original- und Archivlink gemäß Anleitung und entferne dann diesen Hinweis.
16. ↑  Bücherei, Alpenverein Bremen (Memento des Originals vom 14. Dezember 2019 im Internet Archive)  Info: Der Archivlink wurde automatisch eingesetzt und noch nicht geprüft. Bitte prüfe Original- und Archivlink gemäß Anleitung und entferne dann diesen Hinweis.

↑Inhaltsverzeichnis
Archive
1. ↑  Arbeitskreis Bremer Archive: Übersicht über eine große Anzahl von Bremer Archiven
2. ↑  Staatsarchiv Bremen: Standortinformationen, Öffnungszeiten (Memento des Originals vom 9. Dezember 2012 im Internet Archive)  Info: Der Archivlink wurde automatisch eingesetzt und noch nicht geprüft. Bitte prüfe Original- und Archivlink gemäß Anleitung und entferne dann diesen Hinweis.und Suche in der Internet-Beständeübersicht (Memento des Originals vom 10. Januar 2010 im Internet Archive)  Info: Der Archivlink wurde automatisch eingesetzt und noch nicht geprüft. Bitte prüfe Original- und Archivlink gemäß Anleitung und entferne dann diesen Hinweis.
3. ↑  Archiv der Bremischen Bürgerschaft: Online-Dokumentensuche
4. ↑  Mikrofilmsammlung und Standortkatalog der deutschsprachigen Presse
5. ↑  Landeskirchliches Archiv der Bremischen Evangelischen Kirche (BEK): Informationen zu Beständen und Nutzung (Memento des Originals vom 6. Mai 2015 im Internet Archive)  Info: Der Archivlink wurde automatisch eingesetzt und noch nicht geprüft. Bitte prüfe Original- und Archivlink gemäß Anleitung und entferne dann diesen Hinweis.
6. ↑  Archiv von Die MAUS – Gesellschaft für Familienforschung e. V. Bremen: Homepage mit Archiv-Informationen und Online-Datenbanken
7. ↑  Bremer Schnoor-Archiv
8. ↑  Archiv des Deutschen Tanzfilminstituts Bremen
9. ↑  Historisches Archiv der Forschungsstelle Osteuropa: Standortinformationen, Öffnungszeiten und Online-Katalog
10. ↑  Landesinstitut für Schule – Archive des Zentrums für Medien: Zentrales Fotoarchiv (Standortinformationen und Öffnungszeiten) und Landesfilmarchiv (Informationen)
11. ↑  Neues Museum Weserburg – Archive und Sammlungen des Studienzentrums für Künstlerpublikationen: Informationen
12. ↑  Frauenarchiv und Dokumentationszentrum von Belladonna – Kultur-, Kommunikations- und Bildungszentrum für Frauen
13. ↑  Archiv der Stiftung Frauen-Literatur-Forschung
14. ↑  Feministisches Archiv des Autonomen Feministischen Referats des AStA der Universität Bremen: Standortinformationen, Öffnungszeiten und Online-Bücher-Katalog
15. ↑  Archiv der Handelskammer Bremen
16. ↑  Landesfilmarchiv Bremen
17. ↑  Strafvollzugsarchiv an der Universität Bremen

↑Inhaltsverzeichnis

## Webseiten: Umgebung Bremen (Stadt)
Bibliotheken
1. ↑  Stadtbücherei Delmenhorst: Standortinformationen, Öffnungszeiten und Online-Katalog
2. ↑  Kreis- und Stadtbibliothek Osterholz-Scharmbeck: Standortinformationen, Öffnungszeiten und Online-Katalog
3. ↑  Bibliotheken im Landkreis Diepholz: Standortinformationen und Öffnungszeiten aller oben aufgeführten Standorte
4. ↑  Bücherei der Ev.-luth. Kirchengemeinde Stuhr
5. ↑  Stadtbibliothek Verden
6. ↑  Hippologische Bibliothek des Deutschen Pferdemuseums
7. ↑  Stadtbibliothek Achim

Archive
1. ↑  Stadtarchiv Delmenhorst (Memento des Originals vom 14. Dezember 2019 im Internet Archive)  Info: Der Archivlink wurde automatisch eingesetzt und noch nicht geprüft. Bitte prüfe Original- und Archivlink gemäß Anleitung und entferne dann diesen Hinweis.
2. ↑  Kreisarchiv Verden

## Webseiten: Bremerhaven
Bibliotheken
1. ↑  Teilbibliothek Bremerhaven der Staats- und Universitätsbibliothek Bremen: Standortinformationen und Öffnungszeiten Online-Suche über den Gesamtkatalog der Staats- und Universitätsbibliothek Bremen (SuUB)
2. ↑  Bibliothek des Deutschen Schiffahrtsmuseums
3. ↑  Bibliothek des Alfred-Wegener-Institut für Meeres- und Polarforschung (AWI)

Archive
1. ↑  Archiv des Deutschen Schiffahrtsmuseums

## Webseiten: Umgebung Bremerhaven
Bibliotheken
1. ↑  Stadtbücherei Nordenham: Standortinformationen, Öffnungszeiten und Online-Katalog
2. ↑   Bibliotheken im Landkreis Cuxhaven: Standortinformationen und Öffnungszeiten aller oben aufgeführten Standorte (Memento vom 8. August 2009 im Internet Archive)
3. ↑  Fahrbücherei des Landkreises Cuxhaven: Fahrpläne, Online-Katalog und Informationen
4. ↑   Bibliothek des Archivs des Landkreises Cuxhaven: Standortinformationen und Öffnungszeiten (Memento vom 13. April 2009 im Internet Archive)

Archive
1. ↑  Archiv des Landkreises Cuxhaven: Standortinformationen und Öffnungszeiten

## Weiterführende Weblinks
- Bibliotheksführer Bremen und Bremerhaven (Herausgegeben vom DBV-Bremen)